# Simon Webb
Pour les articles homonymes, voir Webb.
Simon Webb (né à Londres le 10 juin 1949 et mort par homicide le 14 mars 2005 dans la commune de Järfälla en Suède) est un joueur d'échecs britannique. Il remporta les tournois de Hambourg 1977 et Athènes 1977. Il décrocha le titre de Maître international au jeu en face à face en 1977 et le titre de Grand maître international d'échecs par correspondance en 1983. Son classement Elo final en jeu par correspondance était de 2609.
Simon Webb est surtout connu pour son livre Chess for Tigers, paru en 1978 (Oxford University Press, Oxford, 1978), dans lequel il aborde, avec un style humoristique, des aspects très concrets et psychologiques auxquels sont confrontés les joueurs d'échecs en tournoi.

## Un exemple de partie
Webb était célèbre pour sa capacité à sauver ou même à gagner des positions désespérément perdues, ce qui lui a valu le surnom de Houdini. C'est ce qui arriva dans la partie ci-dessous :
Michael Stean-Simon Webb, Birmingham, 1976
1. c4 Cf6 2. Cc3 e6 3. Cf3 d5 4. d4 dxc4 5. Fg5 c5 6. e3 b5?!? 7. Fxf6 Dxf6 8. Cxb5 cxd4 9. Da4! Cc6 10. O-O-O!! Tb8! 11. Cfxd4 Cxd4 12. Cd6++ Rd8 13. Ce4? De5 14. Txd4+ Re7! 15. Fxc4 f5 16. Dxa7+ Tb7 17. Da3+ Rf7 18. Cg5+ Rg6 19. Dc3 Fb4 20. Dc2 Tc7 21. g4!? Fb7! 22. Tg1 Dxh2 23. gxf5+ Rf6 24. Cxh7+!? Txh7 25. Tg6+ Rf7 26. Txe6 Dh1+! 27. Td1? Dxd1+ 0-1 (si 28. Rxd1 alors 28...Ff3+ et si 28. Dxd1 alors 28...Txc4+ 29. Rb1 Th1).